# Arthur Jeffrey Dempster
Arthur Jeffrey Dempster era un físico estadounidense de origen canadiense. Nació el 14 de agosto de 1886 en Toronto. 
Dempster se formó en la Universidad de Toronto. En 1914 emigró a los Estados Unidos donde se doctoró por la Universidad de Chicago y finalmente adquirió la ciudadanía norteamericana. Su actividad investigadora, llevada a cabo siendo profesor de la Universidad de Chicago, se centró en el desarrollo de la llamada espectrografía de masas, campo en el que lograría, entre otros, descubrir la existencia del isótopo 235 del uranio que tendría un papel de gran importancia en el desarrollo de las investigaciones relacionadas con la fisión nuclear, tanto para aplicaciones pacíficas como militares (bomba atómica). Murió el 11 de marzo de 1950 en Stuart (Florida).